# Аниция Проба
Вижте пояснителната страница за други личности с името Аниция.
Аниция Проба (на латински: Anicia Proba) е римлянка от 4/5 век.
Произлиза от знатния род Аниции. Дъщеря е на християнската поетеса Аниция Фалтония Проба († 432 г.) и Секст Клавдий Петроний Проб (консул 371 г.). По майчина линия е внучка на Тирания Аниция Юлиана и Квинт Клодий Херногениан Олибрий (консул през 379 г.). и правнучка на поетесата Фалтония Бетиция Проба. По бащина линия произлиза от род Петронии, който има фамилна гробница наблизо до вероятния гроб на Апостол Петър. Сестра е на Аниций Петроний Проб, Флавий Аниций Хермогениан Олибрий и Флавий Аниций Пробин.